# Integralbild
Ein Integralbild dient der schnellen Berechnung von Pixelsummen innerhalb rechteckiger Ausschnitte von Bildern. Der Begriff ist abgeleitet von dem Konzept der diskreten Integration.

## Ursprung
Das Verfahren basiert auf dem Konzept der Summed Area Tables, das für das Texture Mapping entwickelt und 1984 erstmals von Franklin C. Crow vorgestellt wurde. Paul Viola und Michael Jones wendeten das Verfahren 2001 erstmals für die Bildverarbeitung an.

## Definition
In jedem Punkt des Integralbildes steht die Summe aller Pixel innerhalb des Rechtecks zwischen dem aktuellen Punkt und dem Ursprung des Bildes. In Punkt (x,y) steht also die Summe {\displaystyle I_{\Sigma }} der Pixel innerhalb des Rechtecks, das von den Punkten (0,0), (x,0), (0,y) und (x,y) aufgespannt wird. 
{\displaystyle I_{\Sigma }(x,y)=\sum _{i=0}^{i\leq x}\sum _{j=0}^{j\leq y}I(i,j)}
Das Integralbild lässt sich effektiv in einem Durchlauf berechnen, da sich die Summe für einen Pixel immer aus der Vorgängersumme der vorhergehenden Zeile plus die neuen Pixel der aktuellen Zeile ergibt.
Um die Pixelsumme einer beliebigen Fläche des Ursprungsbildes zu berechnen, muss auf nur 4 Punkte im Integralbild zugegriffen werden.

## Beispiel
Die Pixelsumme der Fläche D im nebenstehenden Bild berechnet sich gemäß
{\displaystyle I_{\Sigma }(\mathrm {Fl{\ddot {a}}che} _{D})=I_{\Sigma }(P_{1})+I_{\Sigma }(P_{4})-I_{\Sigma }(P_{2})-I_{\Sigma }(P_{3})}
Der große Vorteil dieses Verfahrens ist, dass unabhängig von der Größe der Fläche für die Berechnung der Pixelsummen des Ursprungsbildes immer nur ein Wert aus 4 Pixelwerten des Integralbildes berechnet werden muss.

## Videovorträge
- eine Theorie hinter dem Integral Bild Algorithmus